# Shine (Luna Sea)
Shine è il sesto album in studio del gruppo rock giapponese Luna Sea, pubblicato nel 1998.

## Tracce
1. Time Has Come
2. Storm
3. No Pain
4. Shine
5. I for You
6. Unlikelihood
7. Another
8. Millennium
9. Broken
10. Velvet
11. Love Me
12. Breathe
13. Up to You